# Bahnstrecke Zeitz–Camburg
Koordinaten: 51° 4′ 18,4″ N, 11° 54′ 46,1″ O
| |                           |                       |                       |
| Streckennummer (DB): | 6813                      |                       |                       |
| Kursbuchstrecke (DB): | 589                       |                       |                       |
| Kursbuchstrecke: | 160d (1934) DR: 187g, 531 |                       |                       |
| Streckenlänge: | 37,34 km                  |                       |                       |
| Spurweite: | 1435 mm (Normalspur)      |                       |                       |
| Maximale Neigung: | 25 ‰                      |                       |                       |
| Minimaler Radius: | 232 m                     |                       |                       |
| |                           |                       |                       |
| \| \| \| von Leipzig-Leutzsch \| \| \| \| 0,09 \| Zeitz \| 157 m ü. NN \| \| \| \| nach Probstzella \| \| \| \| 3,74 \| Kretzschau (ehem. Bf) \| 181 m ü. NN \| \| \| 8,10 \| Droyßig (ehem. Bf) \| 234 m ü. NN \| \| \| 12,68 \| Weickelsdorf \| 293 m ü. NN \| \| \| 15,09 \| Waldau (b Zeitz) \| 251 m ü. NN \| \| \| 17,49 \| Osterfeld (b Zeitz) \| 239 m ü. NN \| \| \| 21,19 \| Utenbach am Berge \| 169 m ü. NN \| \| \| \| Wethau \| \| \| \| 25,82 \| Schkölen \| 233 m ü. NN \| \| \| 29,28 \| Molau \| Molau \| \| \| 31,82 \| Crauschwitz (Thür) \| 220 m ü. NN \| \| \| \| Saale \| \| \| \| \| von Großheringen \| \| \| \| 37,43 \| Camburg (Saale) \| 133 m ü. NN \| \| \| \| nach Saalfeld (Saale) \| \| |                           |                       |                       |
| Strecke |                           | von Leipzig-Leutzsch  | von Leipzig-Leutzsch  |
| Bahnhof | 0,09                      | Zeitz                 | 157 m ü. NN           |
| Abzweig ehemals geradeaus und nach links |                           | nach Probstzella      | nach Probstzella      |
| Haltepunkt / Haltestelle (Strecke außer Betrieb) | 3,74                      | Kretzschau (ehem. Bf) | 181 m ü. NN           |
| Haltepunkt / Haltestelle (Strecke außer Betrieb) | 8,10                      | Droyßig (ehem. Bf)    | 234 m ü. NN           |
| Haltepunkt / Haltestelle (Strecke außer Betrieb) | 12,68                     | Weickelsdorf          | 293 m ü. NN           |
| Haltepunkt / Haltestelle (Strecke außer Betrieb) | 15,09                     | Waldau (b Zeitz)      | 251 m ü. NN           |
| Bahnhof (Strecke außer Betrieb) | 17,49                     | Osterfeld (b Zeitz)   | 239 m ü. NN           |
| Haltepunkt / Haltestelle (Strecke außer Betrieb) | 21,19                     | Utenbach am Berge     | 169 m ü. NN           |
| Brücke über Wasserlauf (Strecke außer Betrieb) |                           | Wethau                | Wethau                |
| Haltepunkt / Haltestelle (Strecke außer Betrieb) | 25,82                     | Schkölen              | 233 m ü. NN           |
| Haltepunkt / Haltestelle (Strecke außer Betrieb) | 29,28                     | Molau                 | Molau                 |
| Haltepunkt / Haltestelle (Strecke außer Betrieb) | 31,82                     | Crauschwitz (Thür)    | 220 m ü. NN           |
| Brücke über Wasserlauf (Strecke außer Betrieb) |                           | Saale                 | Saale                 |
| Abzweig ehemals geradeaus und von rechts |                           | von Großheringen      | von Großheringen      |
| Bahnhof | 37,43                     | Camburg (Saale)       | 133 m ü. NN           |
| Strecke |                           | nach Saalfeld (Saale) | nach Saalfeld (Saale) |

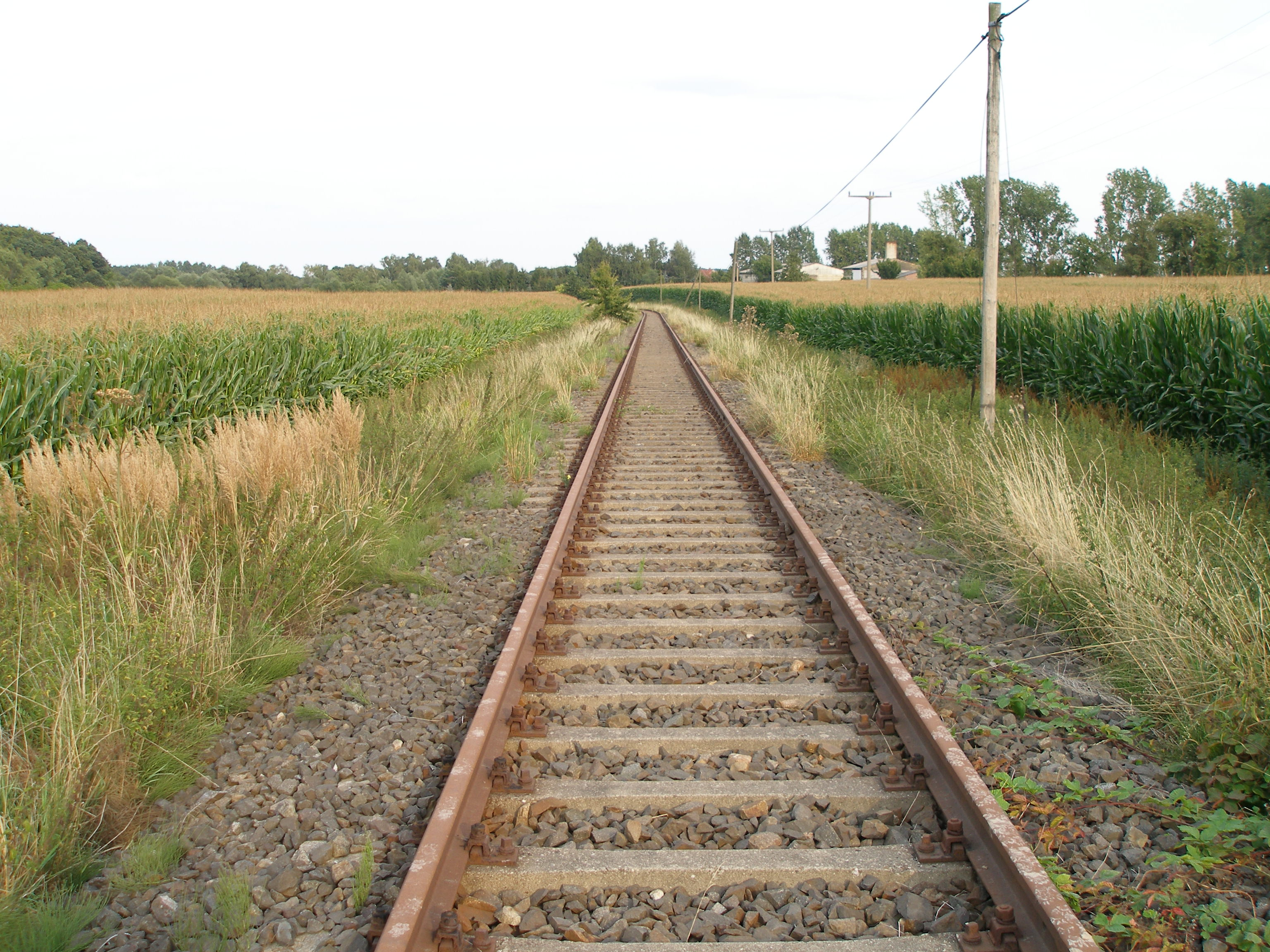
Strecke bei Weickelsdorf, 2008

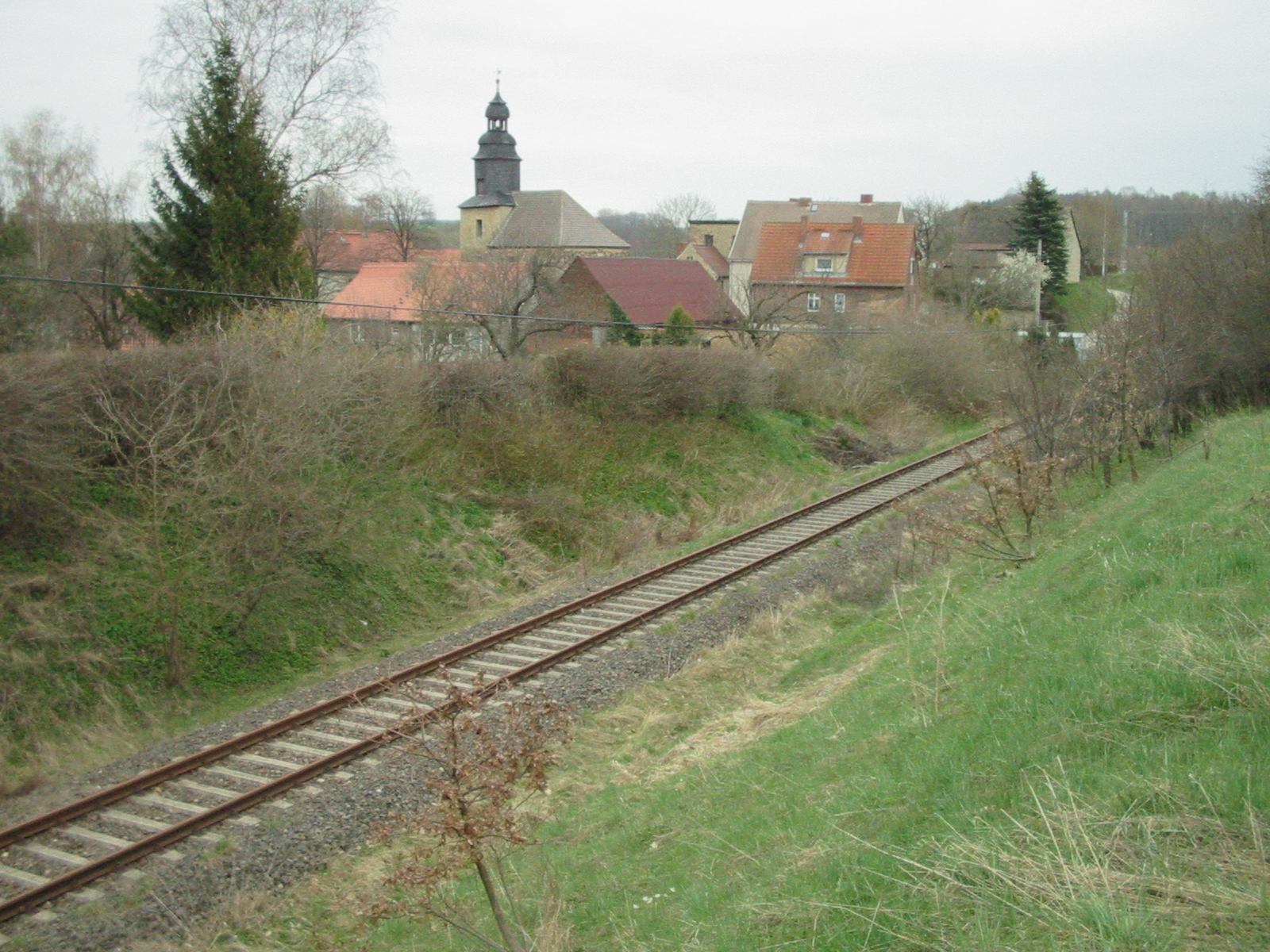
Bei Waldau, 2004

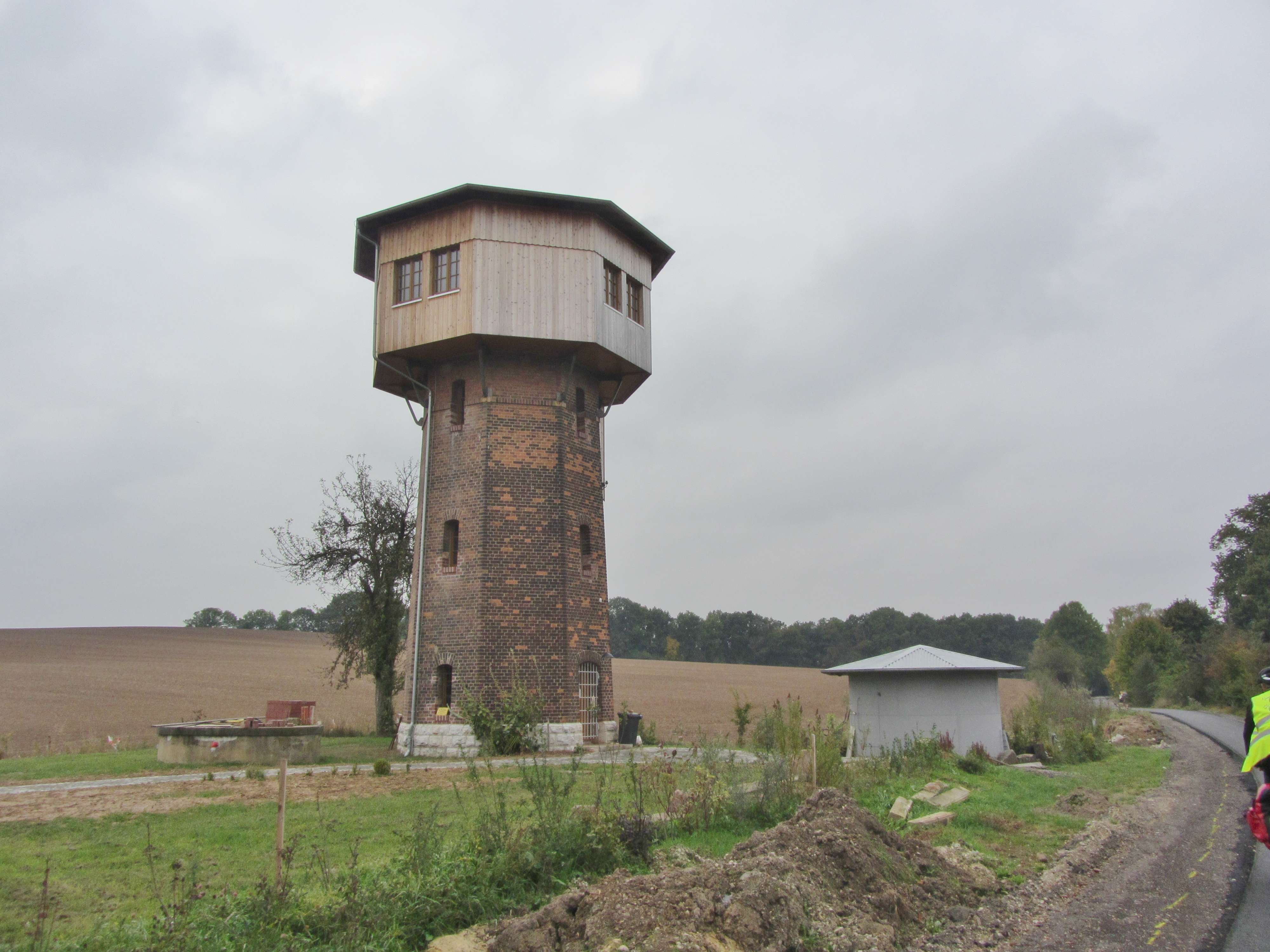
Wasserturm des Bahnhofes Cauerwitz, 2013

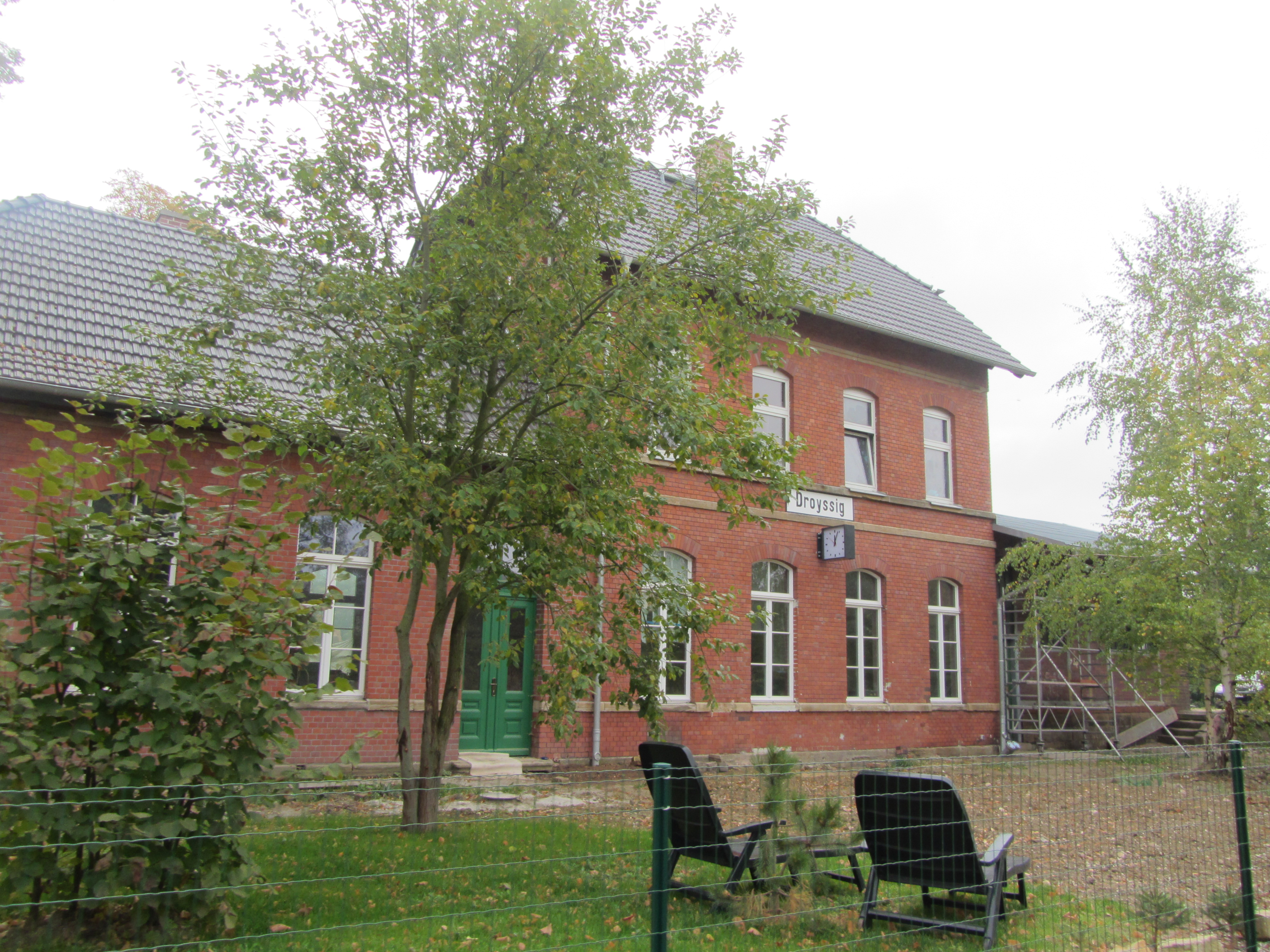
Bahnhof Droyßig, 2013

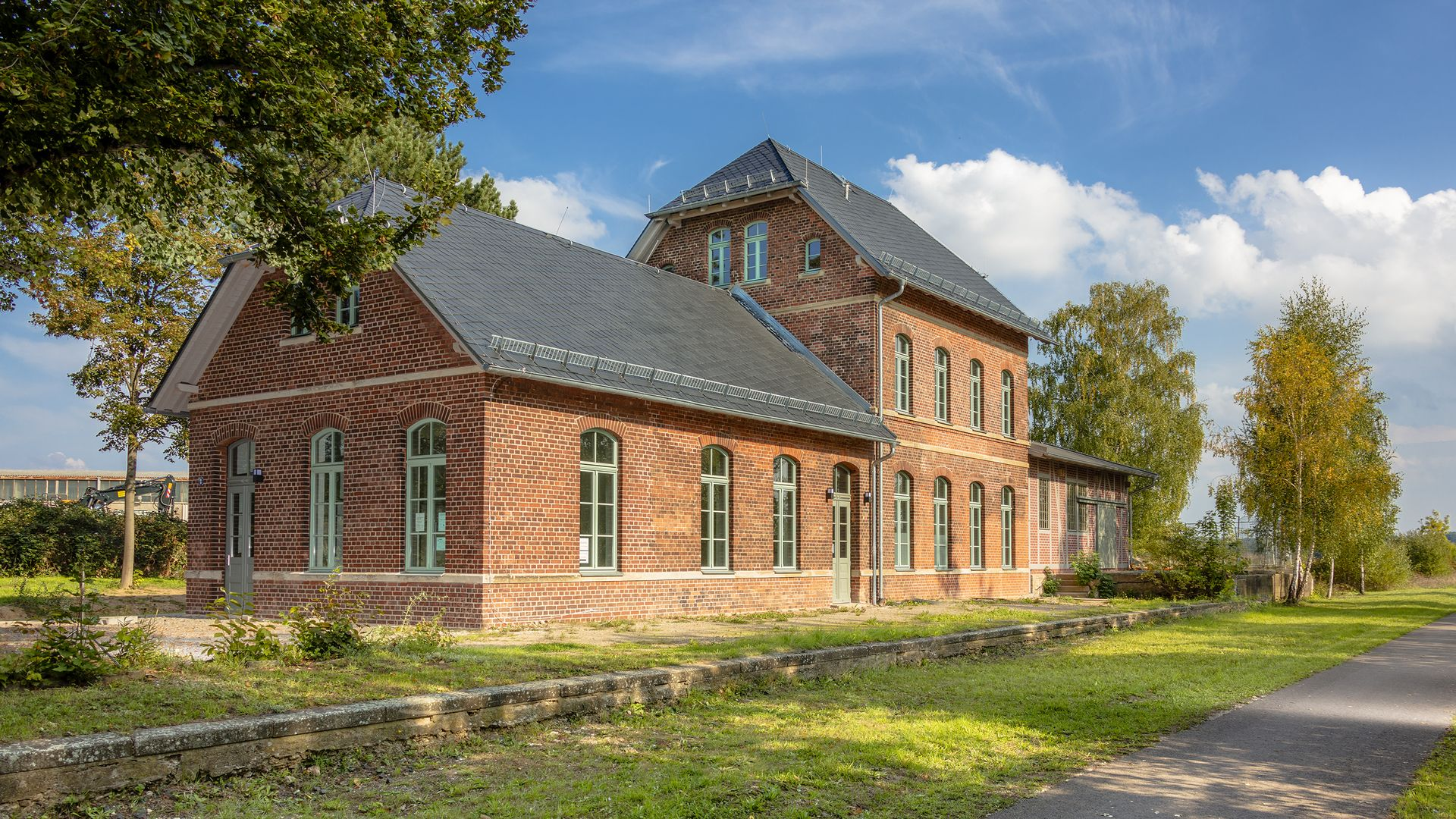
Renovierter Bahnhof Osterfeld, 2022

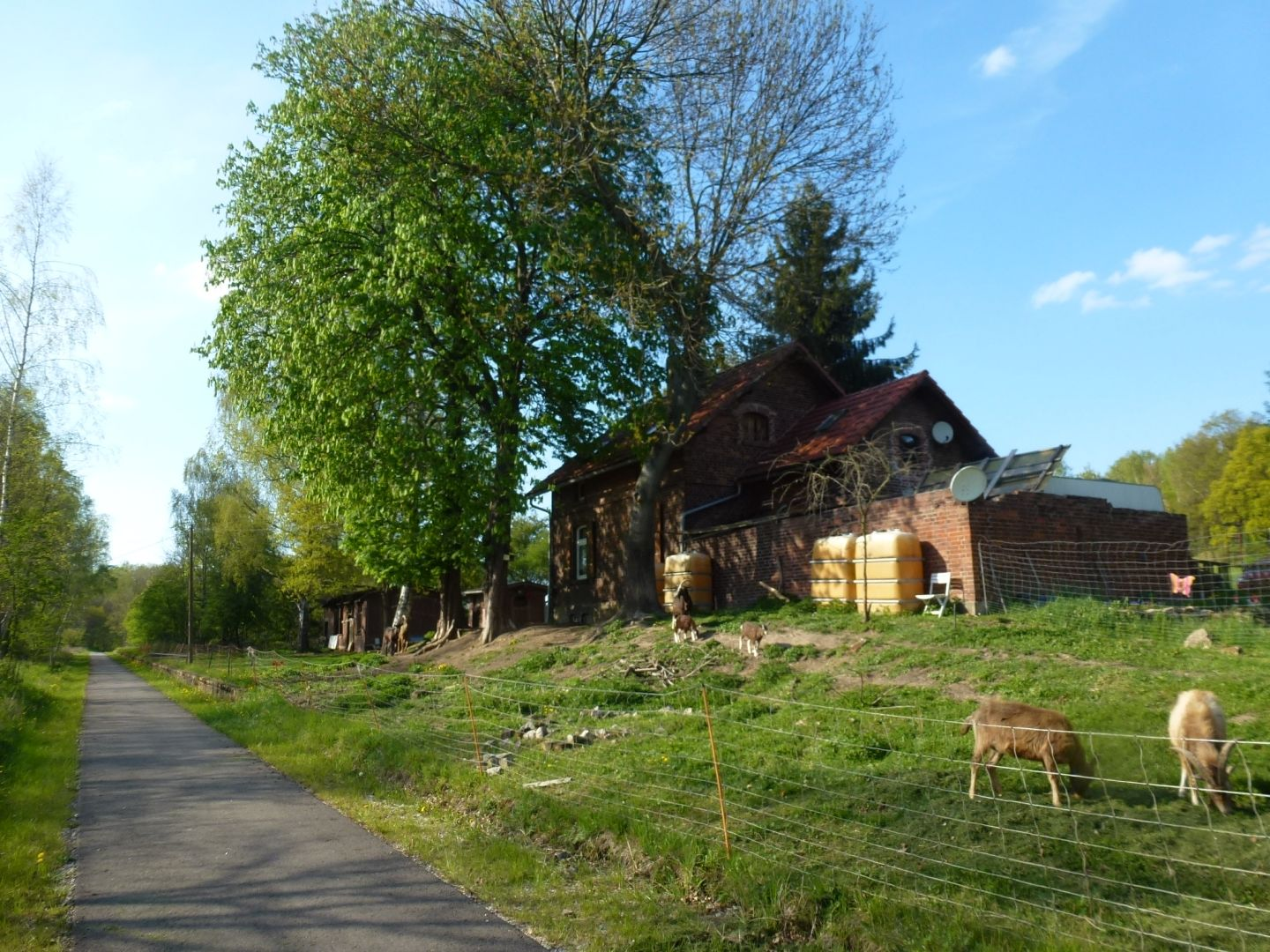
Bahnhof Waldau, 2015

Die Bahnstrecke Zeitz–Camburg war eine Nebenbahn in Sachsen-Anhalt und Thüringen. Sie verlief von Zeitz an der Elster über Osterfeld nach Camburg an der Saale und bildete damit eine Querverbindung zwischen der Bahnstrecke Leipzig–Probstzella und der Bahnstrecke Großheringen–Saalfeld.

## Geschichte

### Vorgeschichte und Bau
Den Wunsch nach einer Eisenbahnstrecke von Zeitz in westlicher Richtung nach Naumburg oder Großheringen trug die Stadt Zeitz bereits seit 1870 vor. Zunächst war eine Hauptstrecke über Droyßig, Meineweh und Stößen nach Naumburg angedacht, die in Naumburg Anschluss an eine Fortsetzungsstrecke in Richtung Artern haben sollte und für die bereits am 17. September 1870 eine Aktiengesellschaft mit einem Anfangskapital von 1.500.000 Talern gegründet worden war. Dieses Vorhaben wurde vom preußischen Minister für Handel, Gewerbe und öffentliche Arbeiten, von Itzenplitz, aus wirtschaftlichen Gründen abgelehnt. Stattdessen entstand 1872 auf Initiative der Saale-Unstrut-Eisenbahn-Gesellschaft (S.U.E.G.) eine Planung, nach der die in Bau befindliche Pfefferminzbahn von Straußfurt nach Großheringen über Schkölen, Osterfeld und Droyßig nach Zeitz verlängert werden sollte. Da die Thüringische Eisenbahn-Gesellschaft gleichzeitig eine Strecke von Naumburg nach Zeitz beantragt hatte, scheiterte auch dieses Projekt am ministeriellen Einspruch aus Berlin. Die wirtschaftlichen Schwierigkeiten der S.U.E.G. verhinderten eine Verwirklichung endgültig und auch der Börsenkrach von 1873 machte weitere Initiativen für die nächsten zehn Jahre unmöglich, obwohl das Projekt ab Mai 1873 durch den Nachfolgeminister von Achenbach politischen Zuspruch erhält.
Erst ein neuer Vorstoß von 1884, nachdem statt einer Hauptbahn nun eine weniger kostenintensive Sekundärbahn gebaut werden soll, führt schließlich zur Wiederaufnahme konkreter Vorarbeiten. 1887 befürwortet von Achenbach einen Bau auf Staatskosten, was im Oktober 1889 in der Unterzeichnung eines Staatsvertrags zwischen Preußen und Sachsen-Meiningen resultiert. Aufgrund der topographischen Verhältnisse wurde der geplante Endpunkt der Strecke von Großheringen nach Camburg verlegt, obwohl der preußische Staat geneigt war, die Strecke ausschließlich über sein Territorium führen zu lassen. Die Planung sah jetzt bei 38,5 km Gesamtlänge 12,38 km auf dem Gebiet von Sachsen-Meiningen vor. Überlegungen, die Strecke durch die Saal-Eisenbahn-Gesellschaft bauen zu lassen, wurden verworfen, da eine erfolgreiche Konzessionierung durch Preußen an diese private Bahngesellschaft mit der Absicht eines später billigen Aufkaufs zu diesem Zeitpunkt unrealistisch erschien. Am 10. Mai 1890 wurde das Gesetz zum Bau der Strecke verabschiedet. Die Bauarbeiten begannen im April 1895.
Der Bau verlief problemlos, wobei an den Endstationen in Camburg und Zeitz teils erhebliche Umbaumaßnahmen nötig waren. Die Auslastung der bestehenden Bahnsteiggleise in Zeitz war so hoch, dass die Strecke in einen separaten „Camburger Bahnhof“ geführt werden musste. Im Vorfeld mussten die Geraer Gleise gekreuzt werden, was zunächst aus Kostengründen niveaugleich ausgeführt wurde. Die insgesamt 37,34 Kilometer lange Strecke wurde auf dem Abschnitt Zeitz–Kretzschau am 1. April (3,65 Kilometer) und auf dem Abschnitt Kretzschau–Camburg am 1. Mai 1897 (33,69 Kilometer) durch die Preußischen Staatseisenbahnen eröffnet und gehörte fortan der Königlichen Eisenbahndirektion Erfurt an.
Da sich die Gemeinde Crauschwitz zeitverzögert um eine Haltestelle bewarb, musste sie am 12. Mai 1898 einen separaten Vertrag mit der Eisenbahndirektion Erfurt abschließen. Der Haltepunkt wurde 1900 eröffnet.
Im April 1914 wurden die Bahnanlagen in Zeitz komplett neu gestaltet. Dabei wurde ein gemeinsamer Bahnhof eingerichtet und die niveaufreie Einführung der Strecke über die Geraer Hauptbahn hergestellt. Weitere bauliche Veränderungen gab es nicht.
Die Strecke galt als die kurvenreichste Europas.

### Betrieb
Hauptsächlich diente die Strecke lokalen Verkehrsbedürfnissen aller Art, wobei Braunkohlentransporte für die Brikettfabriken entlang der Strecke und Zuckerrübentransporte für die Zuckerfabriken in Camburg und Zeitz die bedeutsamsten waren.:44 Ausgewählte Güterzüge verkehrten weiter nach Jena-Göschwitz oder in Mischform nach Großheringen/Naumburg. Im Personenverkehr listen die Fahrpläne bis zum Zweiten Weltkrieg stets vier bis sechs Zugpaare auf. Außer in den Jahren 1902 bis 1905, als ein Zugpaar weiter über die Saalbahn nach Jena verkehrte, übernahmen diese nur lokale Aufgaben. Für den Bau der Reichsautobahn Berlin–Nürnberg wurden 1935 Kapazitätserweiterungen in Weickelsdorf vorgenommen, 1940 entstand ein Anschlussgleis für den Stahlbaubetrieb in Kretzschau.
Die Bahngebäude waren dabei einfach ausgestattet. So gab es nur in Cauerwitz eine Wasserstation, der dort geplante Lokschuppen kam nie zur Ausführung. Auch die Größe der Empfangshallen unterschieden sich je nach Bedeutung und Auslastung.
Am 11. April 1945 wurde die Saalebrücke bei Camburg kurz vor dem Einzug der US-Truppen gesprengt, daraufhin aber wieder aufgebaut. Das Streckenstück Molau–Camburg wurde jedoch im Mai 1945 als Reparationsleistung für die Sowjetunion abgebaut. Bis in die 1960er Jahre gab es Personenverkehr zwischen Zeitz und Molau. Am 26. September 1965 wurde die Strecke um einige Kilometer auf den Abschnitt bis Osterfeld verkürzt. Der stillgelegte Abschnitt Schkölen–Camburg erhielt einen sehr sparsamen Ersatzverkehr mit Omnibussen (JES-Linie 441, ehemals VEB Kraftverkehr Jena N-401), der bis heute (Stand 2025) in ähnlichem Umfang betrieben wird.
Trotz Schließung der Brikettfabrik in Kretzschau wies die Rumpfstrecke in den folgenden Jahren sogar steigende Güterbeförderungszahlen vor allem für die Landwirtschaft auf. Dazu verkehrten relativ viele, aber wegen des Streckenzustands und vieler Kreuzungsaufenthalte langsame Reisezüge, die meist im Berufs- und Schülerverkehr genutzt wurden. 1967 bis 1970 wurden die Abschnitte Zeitz–Kretzschau und Droyßig–Weickelsdorf grundlegend erneuert, zugleich ab 1967 im Zugleitbetrieb gefahren.
Fahrpläne aus der DR-Zeit:

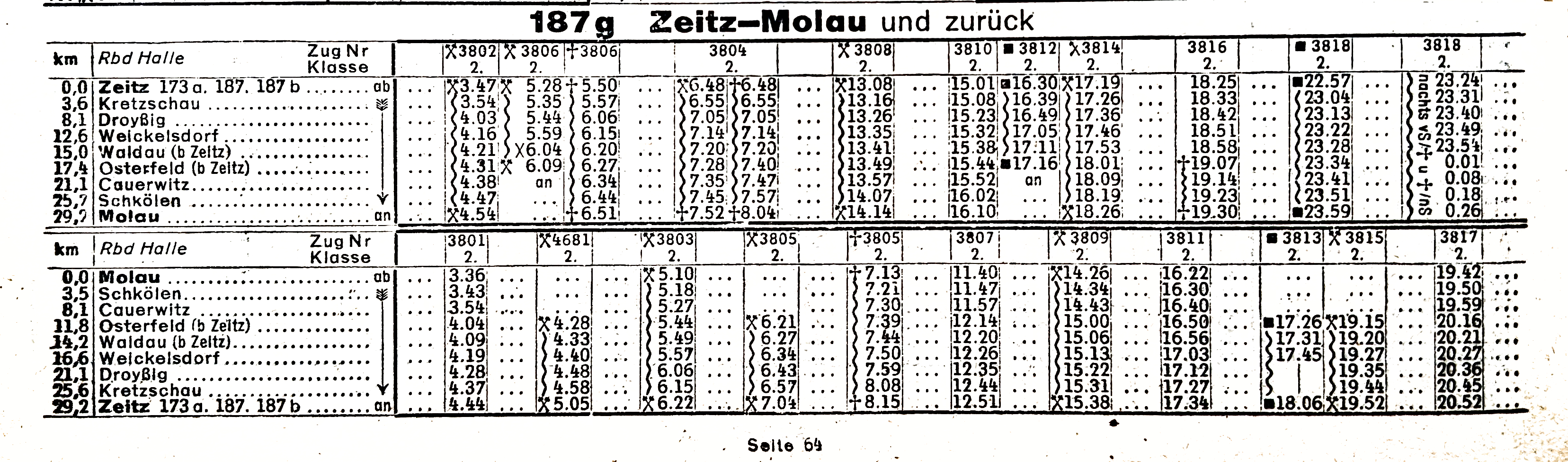
Sommerfahrplan 1956
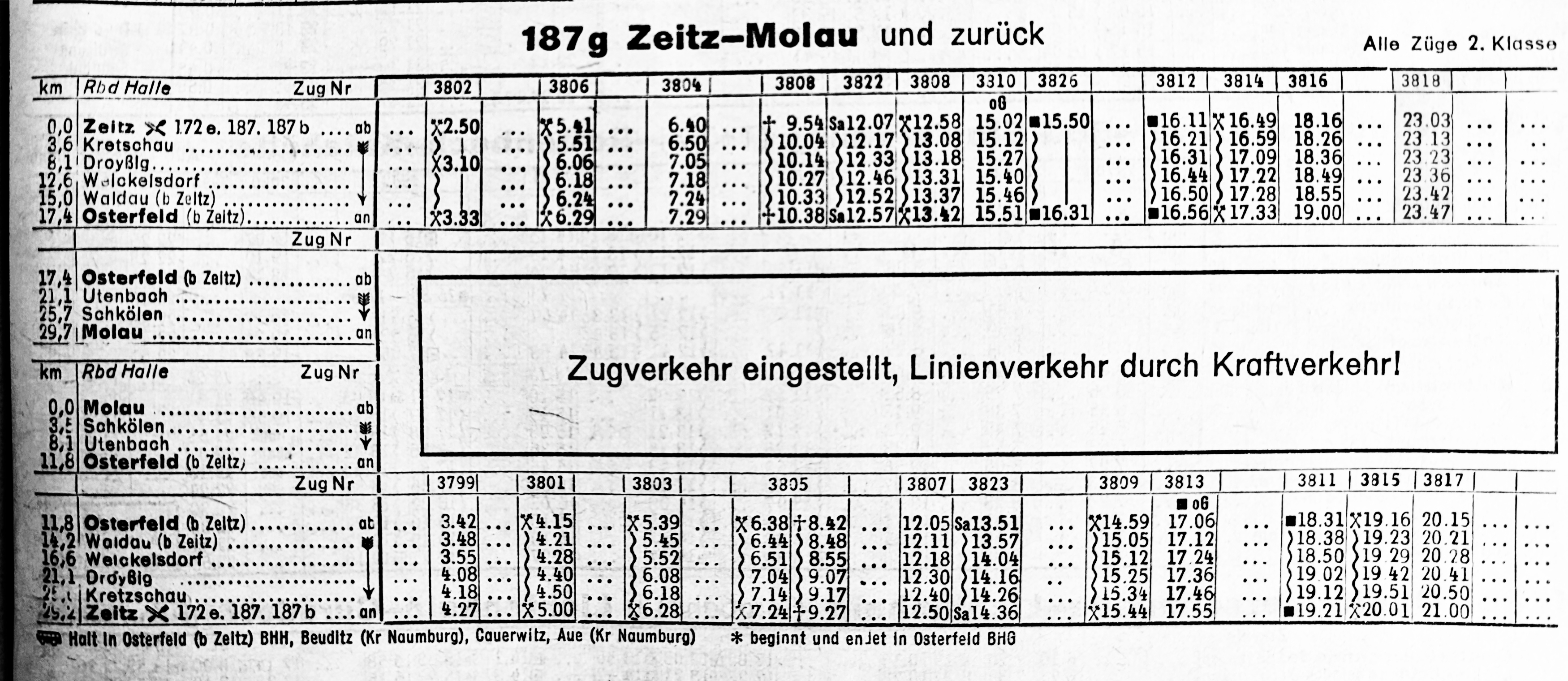
Sommerfahrplan 1965
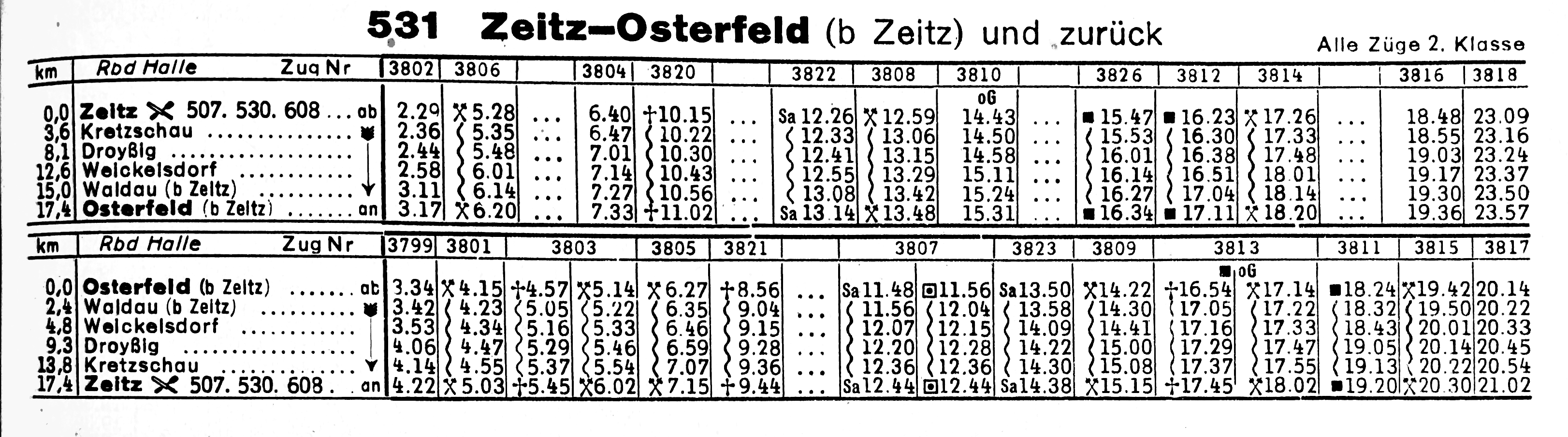
Sommerfahrplan 1969
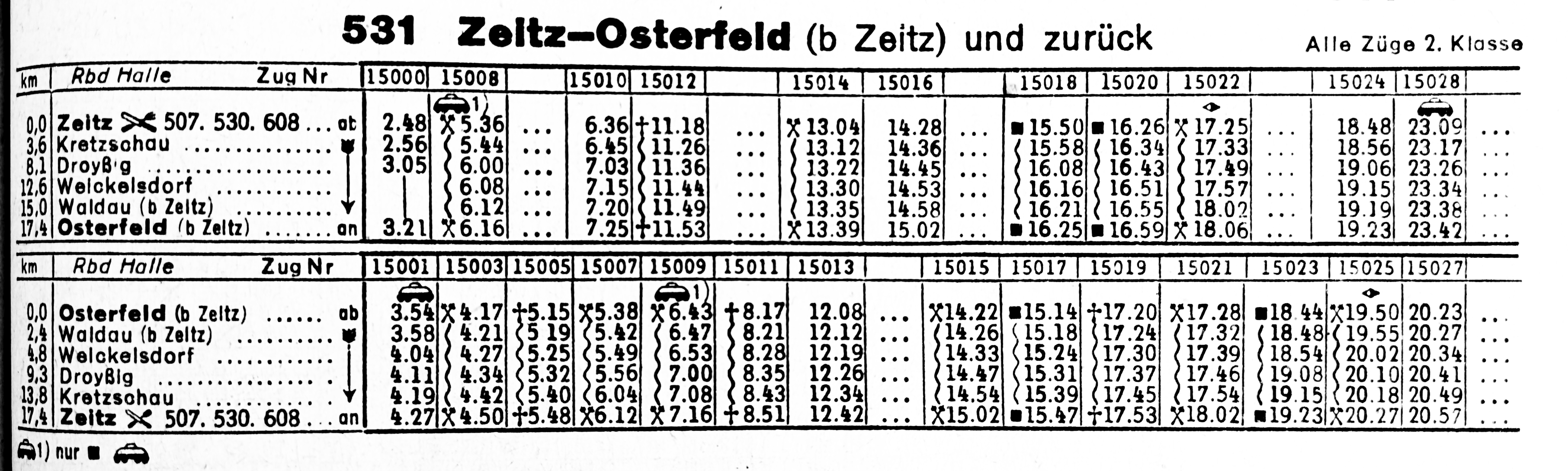
Jahresfahrplan 1983–84
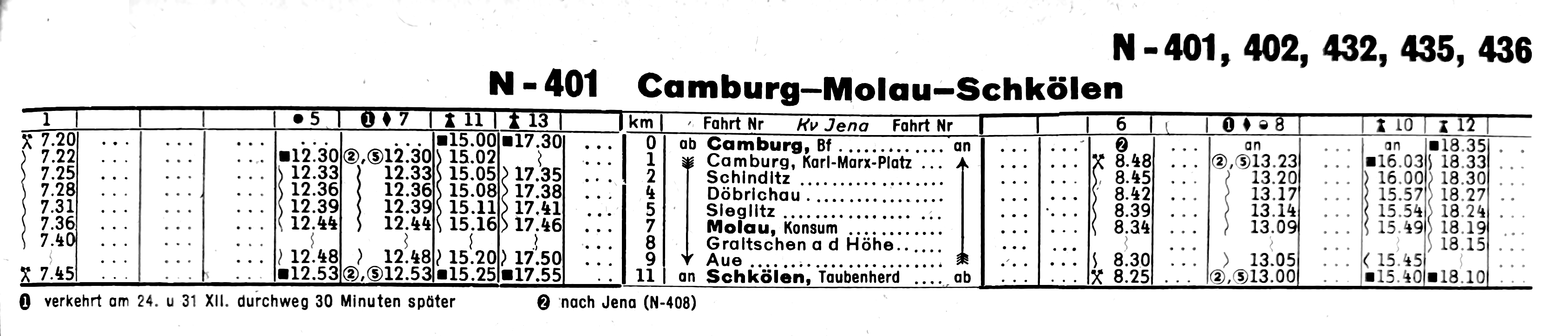
Busfahrplan Camburg–Schkölen 1987/1988

Nach 1990 wurde der Gleisplan der Strecke durch Ausbau fast aller Weichen radikal vereinfacht (jene waren ohnehin völlig verschlissen) und auf einigen Abschnitten der Oberbau erneuert. Damit konnte unter minimalem Ressourceneinsatz (ein Zug, kein Personal an der Strecke) ein Zweistundentakt gefahren werden.

### Stilllegung
Der Güterverkehr wurde zwischen Kretzschau und Osterfeld am 31. Dezember 1994 und zwischen Zeitz und Kretzschau am 1. Januar 1998 eingestellt.
Am 30. Mai 1999 fuhr schließlich als letzter Reisezug eine Triebwagengarnitur der Baureihe 772/972 in Minttürkis/Pastelltürkis/Lichtgrau (modernisiertes Ferkeltaxi). 2000 beendete die Stilllegung der Strecke endgültig deren Geschichte. In der Folgezeit wurden sporadisch Forderungen laut, die Strecke, v. a. aufgrund ihres größtenteils sehr guten Zustandes zu reaktivieren. Dies scheiterte jedoch nicht zuletzt am von jeher vorhandenen Bus-Parallelverkehr der PVG Burgenlandkreis, der jedoch zur Erfüllung des im Nahverkehrsplan geforderten Bedienstandards notwendig ist. Dieser definiert, dass in bebauten Siedlungsflächen für 80% der Personen eine Haltestelle in 300 Meter Entfernung oder höchstens 5 Minuten Fußweg erreichbar sein soll; allein mit der Bahnstrecke gelten große Teile ihres Umlandes als nicht ausreichend erschlossen.

### Heutige Nutzung

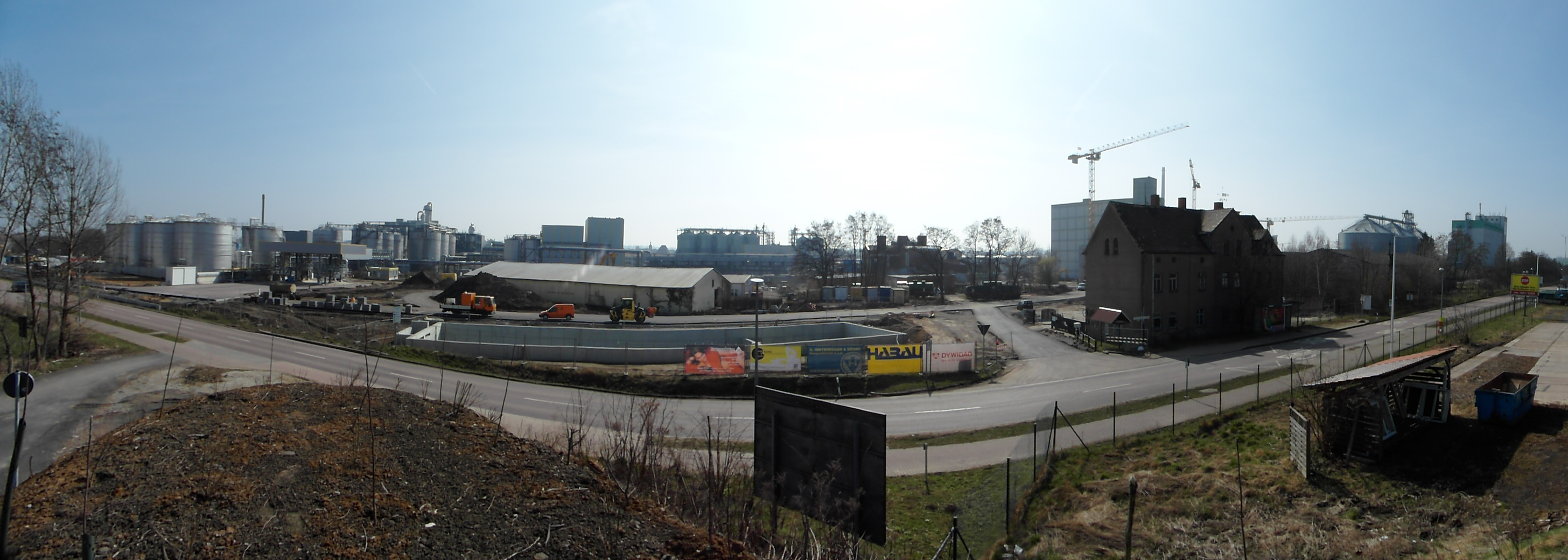
Beginn des Radwegs an der Brikettfabrik Herrmannschacht

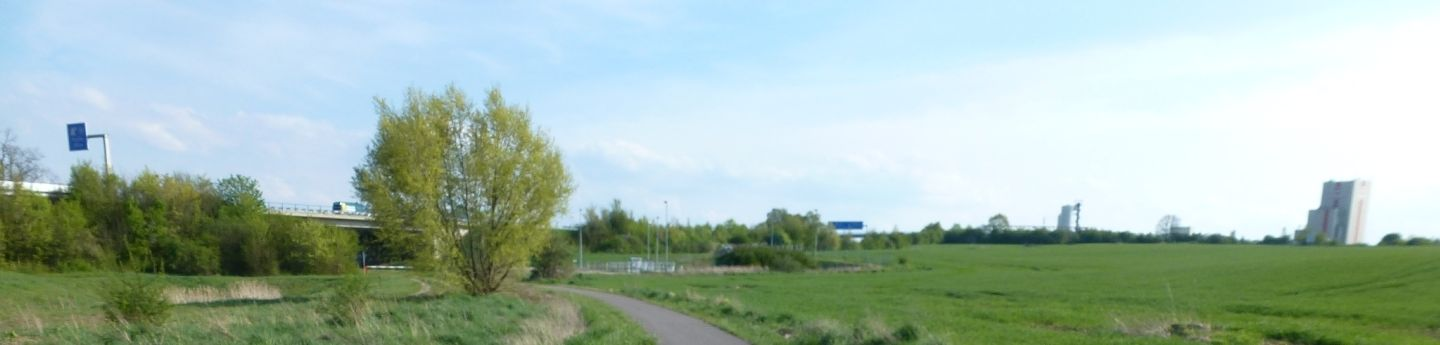
Brücke der A 9 über die ehem. Bahnstrecke

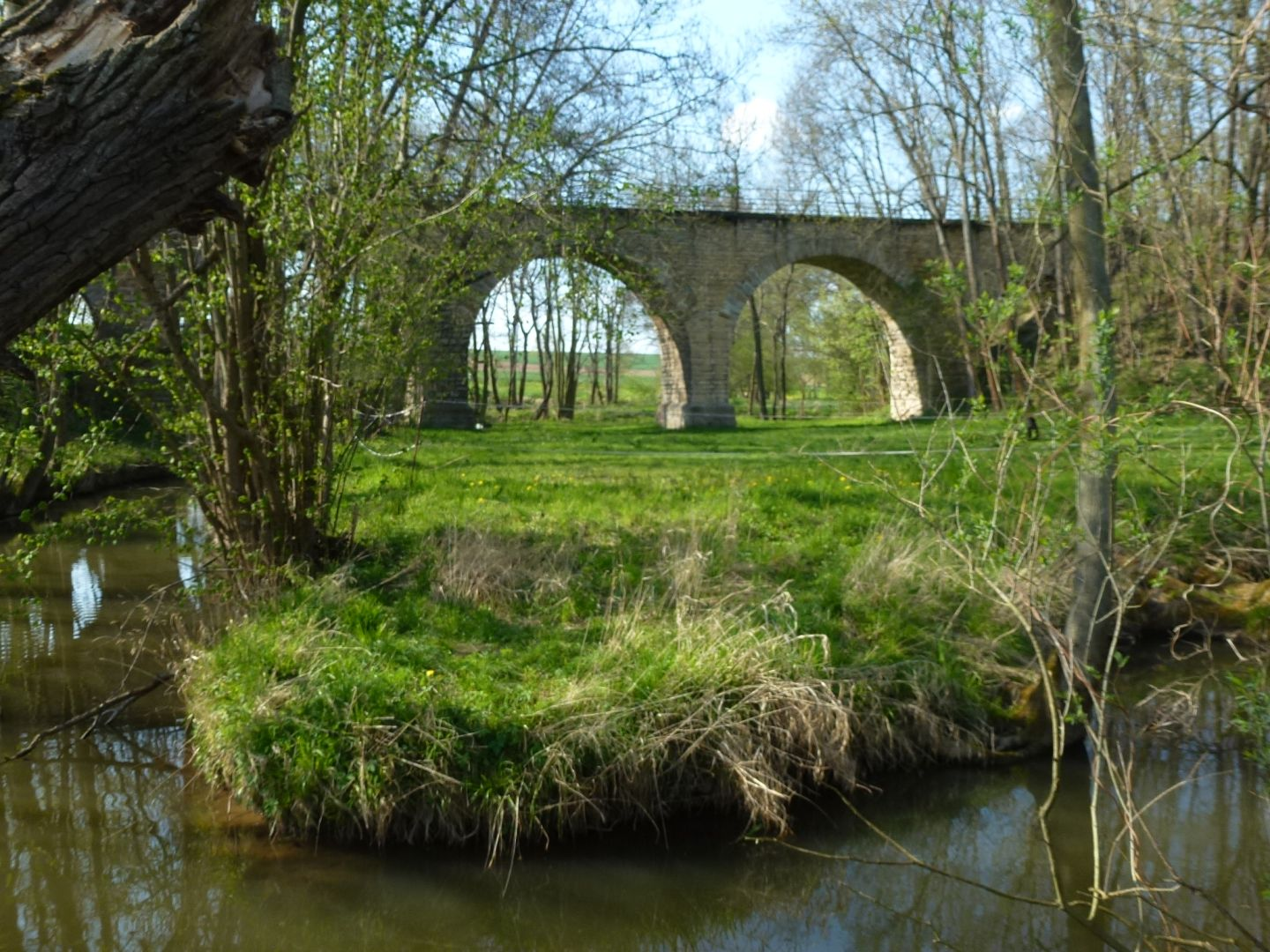
Wethau-Viadukt bei Utenbach

Anfang des Jahres 2007 wurde bekannt, dass die an der Trasse liegenden Gemeinden sich geeinigt haben, die Trasse in einen Bahnradweg umzuwandeln. Hierzu wurde im Dezember 2008 der Förderverein Rad- und Wanderweg auf der stillgelegten Bahntrasse Zeitz–Camburg e. V. gegründet. Am 6. Juli 2012 wurde der erste Teilabschnitt bei Weickelsdorf eröffnet, seit 19. Mai 2015 ist der Zuckerbahn-Radweg durchgehend von der Brikettfabrik Herrmannschacht in Zeitz bis Schkölen asphaltiert. Der Umbau wurde mit Geldern des europäischen Strukturfonds EFRE kofinanziert.

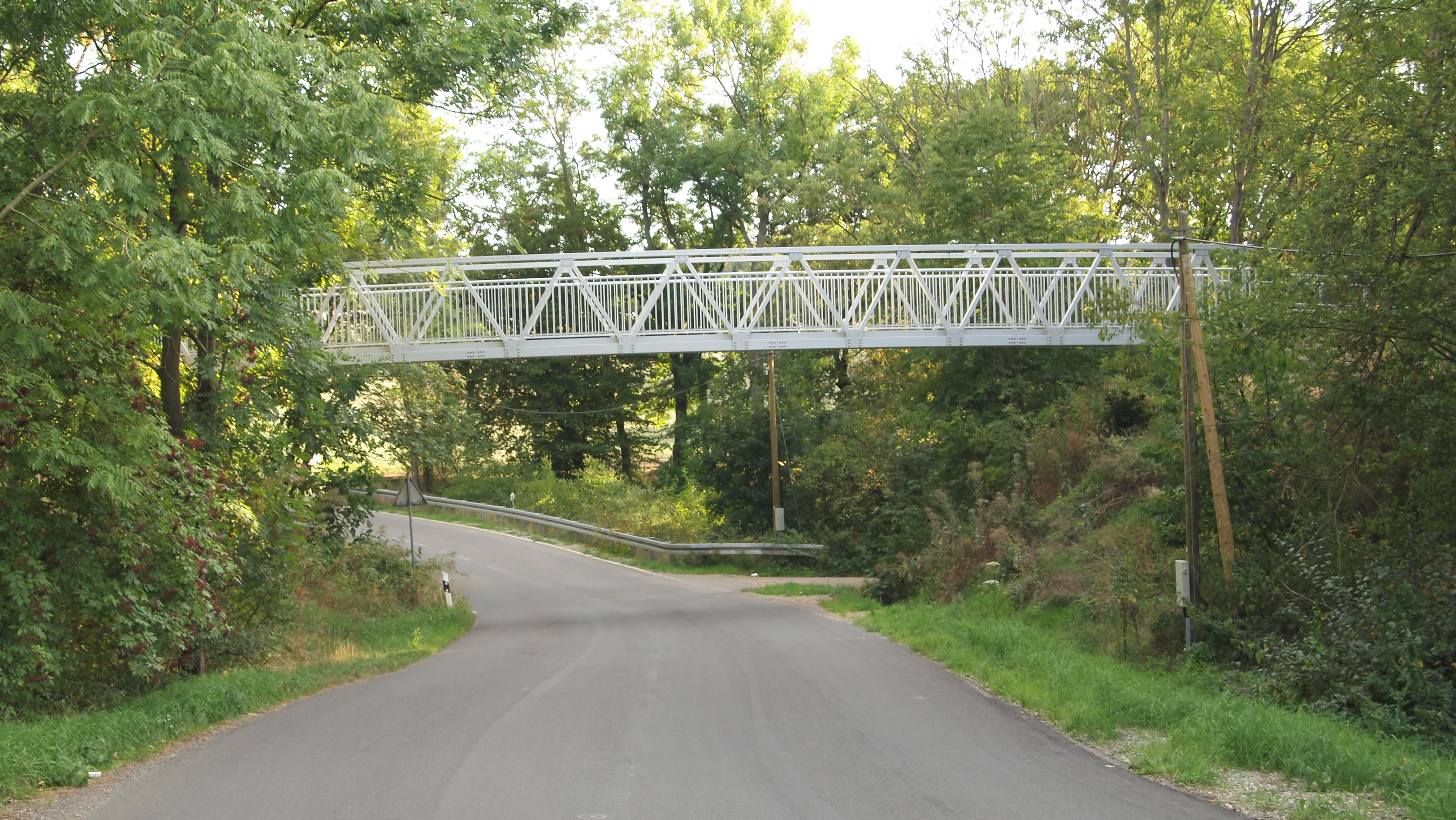
Nachbau-Brücke am ehemaligen Haltepunkt Crauschwitz

Im Jahre 2018 entstand in diesem Zusammenhang ein moderner Nachbau der Eisenbahnbrücke über die Kreisstraße Crauschwitz – Sieglitz am Ort der früheren, vor Jahrzehnten abgebauten Brücke, jedoch wegen ausschließlicher Nutzung durch Radfahrer und Fußgänger in Aluminium-Leichtbauweise.

## Fahrzeugeinsatz

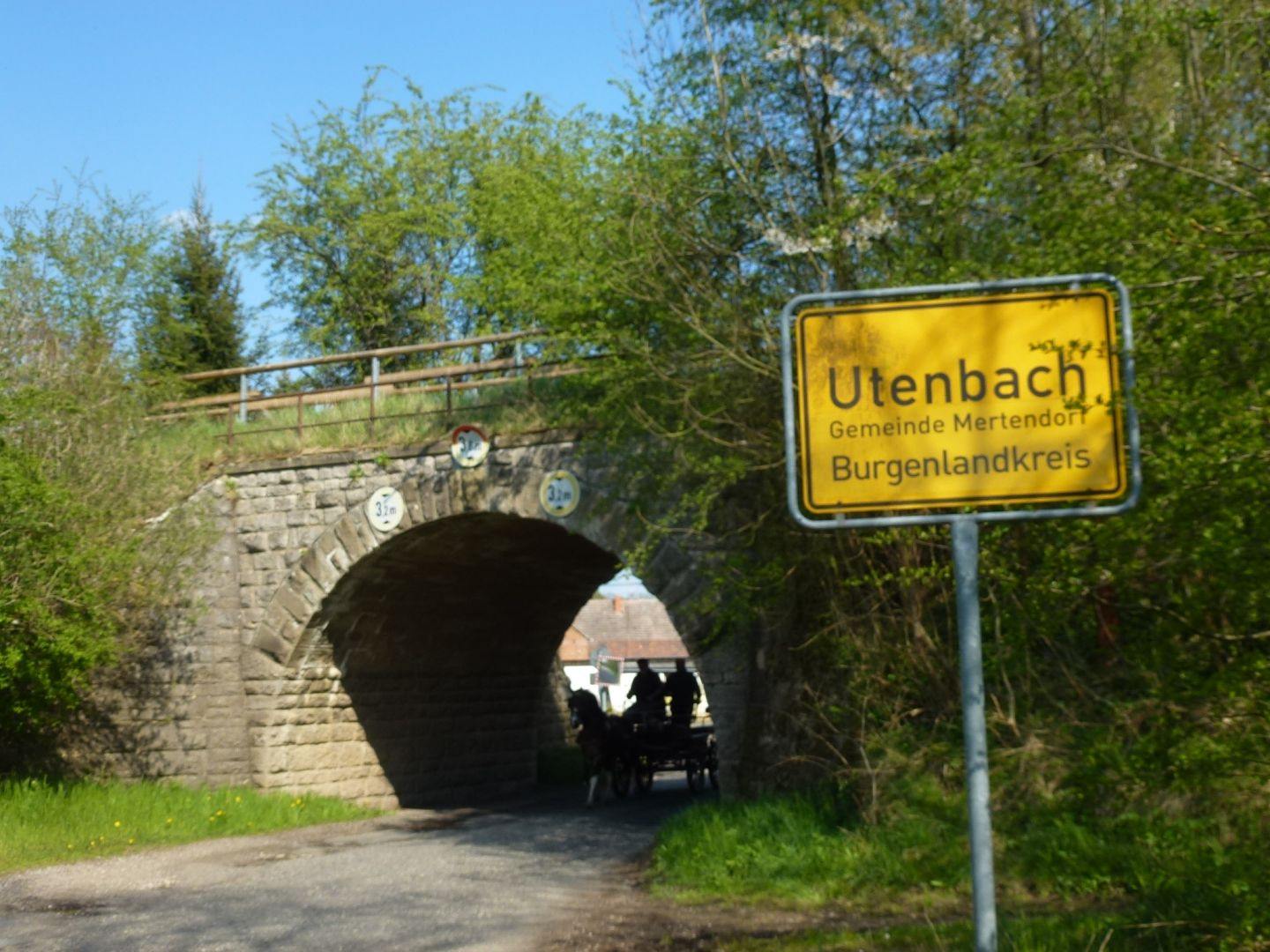
Brücke am Utenbacher Ortseingang

Die ursprünglich eingesetzten Dampflokomotiven der Reihen G 3, G 4, G 5, T 3 und T 7 wurden im Personen- und Güterverkehr ab 1914 durch die stärkere Baureihe T 15 ersetzt.:51 Gegen Ende der 1920er Jahre folgten die schwereren Lokomotiven der Reihe G 12, die zusammen mit den Baureihen P 8, G 8 und G 10 eingesetzt wurden und für die erstmals der Oberbau verstärkt werden musste.:53 Bis Anfang der 1960er Jahre verblieb der Baureihe 58 (G 12) die Hauptaufgabe, Züge über die Strecke zu befördern. Das 1967 zu einer Lokeinsatzstelle des Bahnbetriebswerkes Leipzig Hbf-West heruntergestufte Bahnbetriebswerk Zeitz führt diese Baureihe noch bis zum 1. Juni 1971.:94 Danach dominierten die Reihen 52, 110, 118 und 172 das Bild. Der letzte planmäßige Dampflokeinsatz datiert auf den 31. Mai 1985, als letztmals 52 8166 nach Osterfeld fuhr.:83 Der Verkehrsrückgang führte ab dem 29. September 1991 zum ausschließlichen Einsatz von Triebwagen der Reihe 172 bzw. 772. Ab 1995 wurden MAN-Schienenbusse von der Karsdorfer Eisenbahngesellschaft angemietet, der Betrieb jedoch weiterhin von der DB geführt. In den letzten Betriebsmonaten waren wieder DB-Triebwagen der Reihe 772 allein im Einsatz.